# صالح أبو شندي
صالح أبو شندي (1938-) فنان تشكيلي فلسطيني أردني. من مواليد مدينة يافا، هُجر مع عائلته وعمره عشر سنوات في عام النكبة إلى مدينة نابلس وثم إلى العاصمة عمان التي يقيم فيها حتى الان. وهو من المؤسسين لرابطة الفنانين التشكيليين الأردنيين في العام 1977. عمل محاضراً في جامعة اليرموك في الأردن خلال الأعوام (1982- 1988)، وفي جامعة الزيتونة في الفترة (2004 - 2008)، وفي جامعة جدارا في مدينة إربد حتى العام 2011.

## حياته العلمية
حصل على شهادة الدبلوم في التربية الفنية من جامعة القاهرة عام 1962، وعلى درجة البكالوريوس في الفنون الجميلة من جامعة حلوان في مصرعام 1986، ودرجة الماجستير والدكتوراة في الفنون الجرافيكية من كلية الفنون الجميلة في جامعة بارودا (MSU)، ولاية كاجورات في الهند بين الأعوام (1990-1999).

## أسلوبه الفني
عمل أبو شندي على إعادة التذكير بالبناء الكنعاني في بعدها الميثولوجي، وعبر عن الإتجاه الإنساني في لوحاته، حيث غلبت عليها السكينة والانسجام بين عناصر الطبيعة. واستخدم الألوان الزيتية والأكريليك على القماش، والطباعة الحجرية والحريرية والمعادن، إذ امتاز بتعدد عناصره وعفوية تعبيراته، فقد مزج أسلوبه التعبيري لشخوصه وحيواناته مستلهماً حكاياتها الشعبية المتأصلة في الروايات الشفهية الفلسطينية، وظهر حنينه للوطن ورؤيته الثورية وتأكيده لمفاهيم الحرية والغربة في معظم أعماله التي نفذها بالطباعة باللونين الأبيض والأسود.

## معارضه
له مجموعة من المعارض الشخصية منها:
- معرض تعبيرات تجريدية في قاعة منتدى الرواد الكبار في الأردن عام 2018.
- معرض الرحلة الروحانية في جاليري ون في رام الله عام 2016.
- معرض ثلاث مراحل في ثلاث عقود في قاعة المدينة في الأردن عام 2002.

شارك في العديد من المعارض الجماعية منها:
- معرض المصغرات، رابطة الفنانين في عمان عام 2017.
- معرض الأم والكرامة في الأردن عام 2013.
- مهرجان الخريف للإبداع التشكيلي الأردني الأول، جاليري رأس العين في عمان عام 2012.
- معرض الفن الأردني المعاصر في صنعاء - اليمن عام 2008.
- معرض للفن الأردني المعاصر البحرين علم 2007.
- المهرجان الفني، جاليري عالية عام 1986.
- معرض لكويت للفنانين التشكيليين العرب، الأورينت عام 1985.
- معرض جمعية محبي الفنون الجميلة، صالون القاهرة عام 1969.

## المقتنيات
- المتحف الوطني الأردني.[3]
- إيماغو موندي، مجموعة لوسيانو بينيتون، إيطاليا.
- دارة الفنون، عمان.
- وزارة الثقافة الأردنية.